# Chlorophylle (bande dessinée)
Pour les articles homonymes, voir Chlorophylle (homonymie).
Chlorophylle est une série de bande dessinée animalière créée par le Belge Raymond Macherot en 1954 dans Le Journal de Tintin. Celui-ci a animé la série jusqu'en 1963 avant de passer à Spirou où il a lancé sa nouvelle série Sibylline, qui reprend un univers animalier similaire à Chlorophylle ainsi que la poésie de ses aventures et de ses dessins mais chez un autre éditeur. À compter de 1968, différents auteurs mettront en scène l'univers de Chlorophylle dans Tintin.

## Historique
Quand il était jeune, Raymond Macherot se promena un après-midi le long de la Vesdre. Il découvrit alors, sur le bord d'une grève; des rats se battant à mort. Il observe d'abord la scène, puis recule, apeuré par des cris stridents qu'il n'oubliera jamais. Cette scène lui inspirera la bande dirigée par Anthracite. Après la publication de l'histoire Chlorophylle contre les rats noirs, des critiques établissent un parallèle entre l'invasion de cette horde et celle de la Belgique par les nazis en 1940. Cependant, le bédéiste explique qu'il n'en est rien. En réalité, il s'était basé sur les dizaines de milliers de cavaliers engagés dans des batailles pour la naissance de l'empire mongol, au XIIe siècle, à l'époque de Gengis Khan.

## Personnages
Les personnages récurrents de la série sont tous des animaux plus ou moins anthropomorphes. Les humains sont présents seulement comme éléments de décor.
Chose rare dans la bande dessinée animalière, l'attitude des personnages est le plus souvent basée sur une posture humaine mais parfois également sur une attitude animale. Par exemple, quand Chlorophylle court, il le fait parfois debout sur deux pattes, et parfois à quatre pattes. Autre originalité saillante, la scène se transporte tour à tour à l'ombre des sociétés humaines, où les animaux vivent à l'état de nature, et le royaume insulaire de Coquefredouille où vivent seulement des animaux, lesquels ont développé leur propre civilisation dans le cadre d'une société organisée : ils sont vêtus, habitent des maisons, circulent en voiture, en train etc.

### Héros

#### Chlorophylle
L'œil cerné de noir et la queue en pinceau, le héros est un lérot courageux, intelligent et généreux. Dans les premières histoires il est doté d'un caractère impulsif et vantard, qui s'estompe dans la suite.

#### Minimum
Souriceau, meilleur ami de Chlorophylle, apparu pour la première fois dans Chlorophylle et les Conspirateurs, le deuxième album. Son caractère râleur en fait le faire-valoir du héros.

#### Bitume
Corbeau, ami de Chlorophylle. Ce personnage apparaît pour la première fois dans Chlorophylle contre les rats noirs.

#### Serpolet
Un lapin, ami de Chlorophylle. Ce personnage apparaît pour la première fois dans Chlorophylle contre les rats noirs.

#### Torpille
Loutre amie de Chlorophylle. Sa taille supérieure et sa vigueur physique la rendent fort utile à nos deux héros.

#### Mitron XIII
Souris blanche de son état et néanmoins roi de Coquefredouille, pays où les animaux vivent comme des humains, Mitron est un monarque magnanime, soucieux du bonheur de son peuple. Chlorophylle et Minimum deviendront ses amis intimes.

### Méchants

#### Anthracite
C'est le roi des rats noirs. Vicieux, haineux, combatif et intelligent, il est animé par sa soif de pouvoir et d'argent. Mis en échec, il cherche l'arme absolue et le moyen d'en finir avec Chlorophylle. De tous les rats noirs, il est le seul discernable, grâce à une longue entaille à l'oreille gauche. Le bédéiste lui conféra aussi une touche d'humour basée de la tradition de l'esprit Guignol, apprécié par cet éternel enfant. Il en fait ainsi ce qu'il appel un "Fantômas de fête foraine". De plus, il adore imaginer et narrer le destin de ceux qui n'ont rien et qui tentent de tout obtenir par n'importe quel moyen, bien qu'il ne soit absolument pas de leur côté. 
Pour beaucoup, ce rat demeure le meilleur méchant créé par Raymond Macherot. Celui-ci décide, dans un premier temps, de conserver les droits de ce personnage en quittant Le Lombard.

#### Célimène
Célimène apparaît dans l'album Pas de Salami pour Célimène (1957). C'est la chatte d'un notaire qui, aidée par deux soupirants, attrape des souris et en échange exige de la charcuterie.

#### Le duc Bihoreau de Bellerente, alias Zizanion
Comme son nom l'indique, c'est un héron (mais pas un héros). Sous le masque de l'anarchiste Zizanion, il tente d'assassiner Mitron pour prendre sa place. Il fait équipe avec Anthracite après l'échec de ses premières tentatives. Après leur fiasco dans l'aventure Zizanion le terrible, Bihoreau obtient d'Anthracite le poste de ministre de la police dans Chlorophylle joue et gagne.

## Albums
Tous ces albums ont été publiés aux éditions du Lombard. La date entre parenthèses correspond à celle de publication dans Le journal de Tintin édition belge. À partir du numéro 18, les épisodes n'ont été prépubliés que dans Tintin édition française.
- 1re série :

1. Chlorophylle contre les rats noirs, scénario et dessin de Raymond Macherot, collection du Lombard, 34 p., 1956 (DL 01/1956) (1954)
2. Chlorophylle et les Conspirateurs, scénario et dessin de Raymond Macherot, collection du Lombard, 47 p., 1956 (DL 01/1956) (1955)
3. Pas de salami pour Célimène - Le Bosquet hanté, scénario et dessin de Raymond Macherot, collection du Lombard, 64 p., 1957 (DL 01/1957) (1955-1956), réédition dans la collection Une histoire du journal Tintin, 60 p., 4e plat différent, 1966 (DL 10/1966)
4. Le Retour de Chlorophylle, scénario et dessin de Raymond Macherot, collection Jeune Europe no 8, 30 p., album broché, couverture souple, 1961 (DL 01/1961) (1959)
5. La Revanche d'Anthracite - Chlorophylle joue et gagne, scénario et dessin de Raymond Macherot, collection Jeune Europe n° 26, 60 p., album broché, couverture souple, 1964 (DL 07/1964) (1961)
6. Chlorophylle et les loirs cosmonautes, scénario de Hubuc, dessin de Pierre Guilmard, collection Vedette no 1, 30 p., album broché, couverture souple, 1970 (DL 10/1970) (1969)
7. Le Furet gastronome, scénario et dessin de Raymond Macherot, collection Vedette no 2, 30 p., album broché, couverture souple, 1970 (DL 10/1970) (1962)
8. Chloro à la rescousse, scénario et dessin de Raymond Macherot, collection Jeune Europe no 74, 44 p., album broché, couverture souple, 1971 (DL 01/1971) (1963)
9. Les Gens du voyage, scénario de Hubuc, dessin de Pierre Guilmard, collection Jeune Europe no 82, album broché, couverture souple, 1972 (DL 01/1972) (1968)
10. Chlorophylle et le Grand Exode, scénario de Greg, dessin de Dupa, collection Vedette no 24, 30 p., album broché, couverture souple, 1973 (DL 10/1973) (1972)
11. Chlorophylle et l'Île empoisonnée, scénario de Hubuc, dessin de Pierre Guilmard, collection Jeune Europe no 97, 44 p., album broché, couverture souple, 1974 (DL 01/1974) (1968)
12. Panique au petit bois, scénario de Greg, dessin de Dupa, collection Vedette no 29, 30 p., album broché, couverture souple, 1973 (DL 08/1974) (1974)
13. Chlorophylle et les yeux noirs - Super Caquet, scénario de Bob De Groot, dessin de Dupa, collection Vedette no 48, 30 p., album broché, couverture souple, 1977 (1976)  (ISBN 2-205-01088-3)

- Hors Série :

1. Spécial Chlorophylle, scénario et dessin de Raymond Macherot, reprend La revanche d'Anthracite, Chloro joue et gagne et Le Furet gastronome, 90 p., 1984 (DL 02/1984)  (ISBN 2-8036-0438-8)
2. Chlorophylle, scénario et dessin de Raymond Macherot, reprend Chlorophylle et les rats noirs, Chlorophylle et les conspirateurs et Pas de salami pour Célimène, 109 p., 1993 (DL 01/1993)  (ISBN 2-8036-1061-2), réédition avec un cahier de 8 pages Chlorophylle, la série animalière du journal Tintin, collection Millésimes, dos toilé, 4e plat à damiers, 117 p., 2006 (DL 04/2006)  (ISBN 2-8036-2208-4)
3. Chlorophylle à Coquefredouille, scénario et dessin de Raymond Macherot, reprend Les Croquillards, Zizanion le Terrible, La Revanche d'Anthracite et Chlorophylle joue et gagne, collection Les classiques du rire 1957, 151 p., 1998 (DL 07/1998)  (ISBN 2-8036-1300-X)

- 2e série :

1. Chlorophylle et les conspirateurs, scénario et dessin de Raymond Macherot, collection verte, 46 p., 1978 (Dl 01/1978) (existe en édition Dargaud, DL 04/1978,  (ISBN 2-205-01264-9)), réédition, 4e plat différent (dernier titre paru Chlorophyle à la rescousse, 1984 (DL 03/1984)  (ISBN 2-8036-0305-5)
2. Pas de salami pour Célimène, scénario et dessin de Raymond Macherot, collection verte, 46 p., 1978 (Dl 01/1978) (existe en édition Dargaud, DL 04/1978,  (ISBN 2-205-01264-9)), réédition, 4e plat différent (dernier titre paru Chlorophylle à la rescousse, 1984 (DL 03/1984)  (ISBN 2-8036-0306-3)
3. Chlorophylle contre les rats noirs, scénario et dessin de Raymond Macherot, collection verte, 46 p., 1979 (Dl 01/1979)  (ISBN 2-205-01556-7) (existe en édition Dargaud, DL 01/1979,  (ISBN 2-205-01556-7))
4. Les Croquillards, Raymond Macherot, 1980 (1957 et 1979)
5. Zizanion le terrible, Raymond Macherot, 1981 (1958 et 1979)
6. Faits divers, Dupa et Janry - De Groot, 1985 (1980)
7. Les Bouseux, Dupa - De Groot, 1986 (1977)
8. Barrages, Walli - De Groot, 1986 (1983)
9. Les Trois Mercenaires, Walli - Bom, 1987 (1984-1985)
10. Le Testament d'Anthracite, Walli - Bom, 1988 (1986)
11. Le Combat des mages - Walli - Bom, 1989 (1987)

- Série Une aventure de Chlorophylle, scénario de Zidrou, dessin de Godi, couleurs de Laure Godi

1. Embrouilles à Coquefredouille, 46 p., 2014 (DL 09/2014)  (ISBN 978-2-8036-3438-5)

- Hors série :

1. Chlorophylle et le monstre des Trois sources, scénario de  Jean-Luc Cornette, dessin de René Hausman, 2016

Une histoire à suivre n'a pas été collectée en album :
- Le Voyage infernal, Walli - Bom, paru dans Tintin édition française en 1989

Au milieu des années 2000, la gestion par le Lombard de ses rééditions de Chlorophylle fait l'objet de critiques, notamment par Jean-Noël Lafargue du Du9.

## Intégrales
Chlorophylle – L'Intégrale (2012-2013)
En 2012, Le Lombard lance une nouvelle intégrale Chlorophylle. Celle-ci contient uniquement les récits de Raymond Macherot re-colorisés par Laurence Croix — à l'exception de Mission Chèvrefeuille, Pas de salami pour Célimène et Le Bosquet hanté, dont les films noir et blanc ont été perdus. Le tout est accompagné d'un dossier de Jacques Pessis et d'autres histoires de Raymond Macherot étrangères à la série Chlorophylle (récits réalistes, animations, tintin color, rubrique nature...). La conception graphique est de Sophie Vets.
- Intégrale, tome 1
  - Mission Chèvrefeuille (4 planches)
  - Chlorophylle contre les rats noirs (32 planches)
  - Chlorophylle et les conspirateurs (47 planches)
  - Pas de salami pour Célimène (41 planches)
  - Le Bosquet hanté (20 planches)
  - Bonus : Le Véritable Monde perdu (5 planches), L'Homme qui tua le Diable (5 planches), L'Odyssée du Flandre Impériale (4 planches)
- Intégrale, tome 2
  - Les Croquillards'
  - Zizanion le terrible
  - Le Retour de Chlorophylle
  - Bonus : Le Grenadier Victoria, Le Docteur Finet a disparu, Klaxon, Les Trois Cachettes de Civet le lapin
- Intégrale, tome 3
  - La Revanche d'Anthracite
  - Chlorophylle joue et gagne
  - Le Furet gastronome
  - Chloro à la rescousse
  - Le Klaxon de la vérité
  - Bonus : La Petite Jungle du Vallon fleuri, En promenade avec le Père Mathieu, Pipelette

## Série animée
Le studio de dessin animé belge Belvision a adapté plusieurs aventures de Chlorophylle dans le but de concurrencer les studios Walt Disney. Dans les années 1950, Chlorophylle contre les rats noirs, Chlorophylle et les conspirateurs et Les Croquillards sortent en noir et blanc. Sort finalement Le Bosquet hanté, cette fois-ci en couleurs. Raymond Macherot n'a jamais été vraiment satisfait de ces adaptations. Son style graphique est en effet difficile à animer. Dans l'optique d'autres adaptations, Macherot simplifie son graphisme à partir de La Revanche d'Anthracite. Et comme le Studio Belvision ne semblait plus intéressé par les aventures du lérot, Macherot décida de redessiner ses personnages comme avant avec Le Furet gastronome.
Les personnages et péripéties de Chlorophylle ont été adaptés en 1992 dans Les Enquêtes de Chlorophylle une série de 52 épisodes de 13 minutes mettant en scène des animaux réels et des marionnettes représentant des animaux créées par Alain Duverne, également créateur de celles des Guignols de l'info.
Ces histoires sont apparues dans l'émission Les Minikeums sur France 3.
Plusieurs changements successifs des horaires de diffusion ont nui à la carrière de cette série coproduite avec le Québec qui réalisait la bande sonore, le tournage et la post-production étant réalisés en France avec les moyens de la S.F.P.
Il n'existe actuellement aucune édition DVD de cette série qui fut très appréciée de ceux qui purent la voir.